# Сетевая словесность
«Сетевая Словесность» — литературный ресурс Рунета. Главная страница: Сетевая Словесность.
Основан 3 марта 1997 года как один из разделов Журнала. Ру. С февраля 1999 года существует сам по себе под крышей проекта «Литература» и при поддержке «Русского журнала». В разное время располагался по адресам: www.zhurnal.ru/slova, www.litera.ru/slova; в настоящее время — www.netslova.ru.
В редакционном совете ресурса состоят: Дмитрий Генералов, Борис Кутенков, Елена Севрюгина, Сергей Слепухин и Алексей Смирнов. Координатором проекта является Евгений Горный, а главным редактором и вебмастером Георгий Жердев.
Объединяет в себе постоянно пополняемую электронную библиотеку (публикации всех жанров), лабораторию сетературных исследований, целый ряд тематических и авторских проектов.
В 2000 году, приступая к обзору литературного Рунета в журнале «Новый мир», Сергей Костырко отнёс «Сетевую Словесность» к числу ведущих литературных сайтов. Как «неровный, но весьма объёмный» характеризует его в 2009 г. Андрей Грицман.
В 2006 году сайт стал победителем конкурса «Золотой сайт-2006» в номинации «Культура и искусство».
Внимание профессионального литературного сообщества привлекли такие подпроекты «Сетевой Словесности», как Сад расходящихся хокку и «Две строки / шесть слогов» (полигон развития экспериментальной стихотворной формы — танкетки). Кроме того, отмечалось, что сайт последовательно выполняет «задачу не только публикации и продвижения лучших образцов сетевой литературы, но и исследования этого феномена».

## Постоянные разделы сайта
- Поэзия
- Рассказы
- Повести и романы
- Пьесы
- Очерки и эссе
- Критика и анализ текста
- Переводы
- Кибература
- Теория сетературы
- Литературные хроники
- Рецензии